# Vilarinho (Mondim de Basto)
Vilarinho é uma aldeia no concelho de  Mondim de Basto, no distrito de Vila Real. É a aldeia mais jovem no distrito.
Vilarinho conjuga esta riqueza paisagística que merece o seu devido destaque pela sua hospitalidade, comodidade, simpatia, entre outras a sua beleza natural. Os principais períodos de visitação turística são o carnaval, as Janeiras, os Reis e a festa tradicional do mês de Agosto. Um destaque é a doçaria regional do concelho se Mondim de Basto.